# Brisbane International 2013
Il Brisbane International 2013 è stato un torneo professionistico di tennis giocato all'aperto sul cemento. È stata la 5ª edizione dell'evento conosciuto come Brisbane International. Il torneo fa parte dell'ATP World Tour 250 series nell'ambito dell'ATP World Tour 2013 per gli uomini, e per le donne è stato alzato di livello alla categoria dei Premier del WTA Tour 2013. Sia il torneo maschile che quello femminile si sono svolti nell'impianto Tennyson Tennis Centre di Brisbane, nella regione del Queensland in Australia, dal 31 dicembre al 6 gennaio 2013.

## Partecipanti ATP

### Teste di serie
| Nazionalità | Giocatore            | Ranking | Testa di serie* |
| ----------- | -------------------- | ------- | --------------- |
| Regno Unito | Andy Murray          | 3       | 1               |
| Canada      | Milos Raonic         | 13      | 2               |
| Francia     | Gilles Simon         | 16      | 3               |
| Ucraina     | Aleksandr Dolhopolov | 18      | 4               |
| Giappone    | Kei Nishikori        | 19      | 5               |
| Germania    | Florian Mayer        | 28      | 6               |
| Austria     | Jürgen Melzer        | 29      | 7               |
| Slovacchia  | Martin Kližan        | 30      | 8               |

* Le teste di serie sono basate sul ranking al 12 novembre 2012.

### Altri partecipanti
I seguenti giocatori hanno ricevuto una wildcard per il tabellone principale:
- Matthew Ebden
- Lleyton Hewitt
- Ben Mitchell

I seguenti giocatori sono passati dalle qualificazioni:

- Denis Kudla
- Ryan Harrison
- John Millman
- Jesse Levine

## Partecipanti WTA

### Teste di serie
| Nazionalità | Giocatrice         | Ranking | Testa di serie* |
| ----------- | ------------------ | ------- | --------------- |
| Bielorussia | Viktoryja Azaranka | 1       | 1               |
| Russia      | Marija Šarapova    | 2       | 2               |
| Stati Uniti | Serena Williams    | 3       | 3               |
| Germania    | Angelique Kerber   | 5       | 4               |
| Italia      | Sara Errani        | 6       | 5               |
| Rep. Ceca   | Petra Kvitová      | 8       | 6               |
| Australia   | Samantha Stosur    | 9       | 7               |
| Danimarca   | Caroline Wozniacki | 10      | 8               |

* Le teste di serie sono basate sul ranking al 5 novembre 2012.

### Altre partecipanti
Le seguenti giocatrici hanno ricevuto una wildcard per il tabellone principale:
- Jarmila Gajdošová
- Olivia Rogowska

Le seguenti giocatrici sono passate dalle qualificazioni:

- Ksenija Pervak
- Mónica Puig
- Bojana Bobusic
- Ol'ga Alekseevna Pučkova

## Campioni

### Singolare maschile
Andy Murray ha battuto in finale  Grigor Dimitrov per 7-6(0), 6-4. 
- È il primo titolo dell'anno per Murray, il 25° in carriera, il 2° consecutivo a Brisbane.

### Singolare femminile
Serena Williams ha sconfitto in finale  Anastasija Pavljučenkova col punteggio 6-2, 6-1.
- È il quarantasettesimo successo personale per la Williams.

### Doppio maschile
Marcelo Melo /  Tommy Robredo hanno sconfitto in finale  Eric Butorac /  Paul Hanley per 4-6, 6-1, [10-5].

### Doppio femminile
Bethanie Mattek-Sands /  Sania Mirza hanno sconfitto in finale  Anna-Lena Grönefeld /  Květa Peschke per 4-6, 6-4, [10-7].